# Horaninovia minor
Horaninovia minor là loài thực vật có hoa thuộc họ Dền. Loài này được Schrenk mô tả khoa học đầu tiên năm 1841.